# Публий Петроний Турпилиан (консул 61 года)
Пу́блий Петро́ний Турпилиа́н (лат. Publius Petronius Turpilianus; погиб в 68 году, Тарраконская Испания, Римская империя) — римский военный и политический деятель из знатного плебейского рода Петрониев, ординарный консул 61 года.

## Биография
В 61 году Турпилиан назначается консулом, но во второй половине года он был снят с этой должности и отправлен в Британию в качестве наместника, заменив Гая Светония Паулина, отстранённого от управления провинцией из-за восстания Боудикки. В отличие от жестоких карательных мер Светония, Турпилиан старался действовать по отношению к восставшим щадяще и провёл всего несколько военных операций. В 63 году его сменили на Марка Требеллия Максима. По возвращении в Рим Турпилиан стал куратором акведуков.
В 65 году он получил триумф, по-видимому, за его лояльность по отношению к императору Нерону. После смерти Нерона в 68 году, Сервий Сульпиций Гальба, наместник Тарраконской Испании был провозглашён императором сенатом. Во время марша из Испании в Рим Гальба приказал казнить Турпилиана из-за преданности бывшему императору.